# Magsaysay (Mindoro Occidental)
Magsaysay es un municipio filipino de cuarta categoría perteneciente a la provincia isleña de Mindoro Occidental en Mimaropa. Con una extensión superficial de 296,70 km²,  tiene una población de 28.740 personas que habitan en 5.824 hogares.	
Su alcalde es Eleonor B. Fajardo. Para las elecciones a la Cámara de Representantes está encuadrado en Único Distrito Electoral de esta provincia.

## Geografía
El municipio de Magsaysay,  puerta de entrada a Bulalacao, se encuentra situado en  la parte suroccidental de la isla de Mindoro.
Su término linda al norte  y al oeste  con el municipio de San José de Labangán;   al sur  con el estrecho de Mindoro; y al este con la provincia de Mindoro Oriental, municipio de San Pedro de Bulalacao. 

Al sur de este municipio  se encuentran las islas de Manadi, Ambulog  e Ilín, todas pertenecientes al vecino municipio de San José.
Isla de Garza pertenece al barrio de Alibug.
Baña este municipio del río Caguray que recorre su territorio desembocando en el barrio del mismo nombre.

## Barrios
El municipio  de Magsaysay se divide, a los efectos administrativos, en 12 barangayes o barrios, conforme a la siguiente relación:
| Barrio         | Superficie (ha.) | Población (2010) |
| -------------- | ---------------- | ---------------- |
| Alibog         | 2,480            | 2,802            |
| Caguray        | 3,150            | 2,911            |
| Calawag        | 1,580            | 1,023            |
| Gapasan        | 1,755            | 1,961            |
| Laste          | 2,320            | 1,377            |
| Lourdes        | 2,230            | 1,818            |
| Nicolas (Bulo) | 2,540            | 2,717            |
| Paclolo        | 2,630            | 2,407            |
| Población      | 3,670            | 7,899            |
| Purnaga        | 3,325            | 2,973            |
| Santa Teresa   | 2,160            | 2,550            |
| Sibalat        | 1,830            | 1,531            |

## Historia
El 13 de junio de 1950, la provincia de Mindoro se divide en dos porciones: Oriental y  Occidental.
La   provincia Occidental comprendía los siguientes ocho municipios: Abra de Ilog, Looc, Lubang, Mamburao, Paluán, Sablayán, San José y Santa Cruz.
El 3 de abril de 1969, los barrios de Magsaysay, Caguray, Pornaga, Gaposan, Lourdes, Calaug, Laste, Bulo, Alibug, Santa Teresa y Paclolo, hasta entonces pertenecientes al municipio de San José de Labangán,  se separan de dicho municipio, y se constituyen en un municipio distinto e independiente, que se conocerá como Magsaysay. Su ayuntamiento se situará en el barrio de Magsaysay.

## Patrimonio
Iglesia parroquial  católica bajo la advocación de El Buen Pastor (Parokya Ng Mabuting Pastol).
Forma parte del Vicariato Foráneo de San José Obrero de  la Vicaría Apostólica de San José en Mindoro sufragánea  de la Arquidiócesis de Lipá.